# آنجو ماهندرو
آنجو ماهِندرو (انگلیسی: Anju Mahendru؛ زادهٔ ۱۱ ژانویهٔ ۱۹۴۶) هنرپیشه اهل کشور هند است.
او در فیلم عکس کثیف، پیروزی، در زدن، وکیل بابو، پیوند و وای! تو دیگه کی هستی بازی کرده‌است.

## زندگی شخصی
آنجا ماهندرو رابطه ای طولانی با راجش خانا داشت. اما در نهایت راجش خانا وی را رها کرده و با دیمپل کاپادیا ازدواج کرد. اما وی در زندگی راجش خانا باقی ماند و تا هنگام مرگش در کنارش بود.